# 岩見沢バイパス

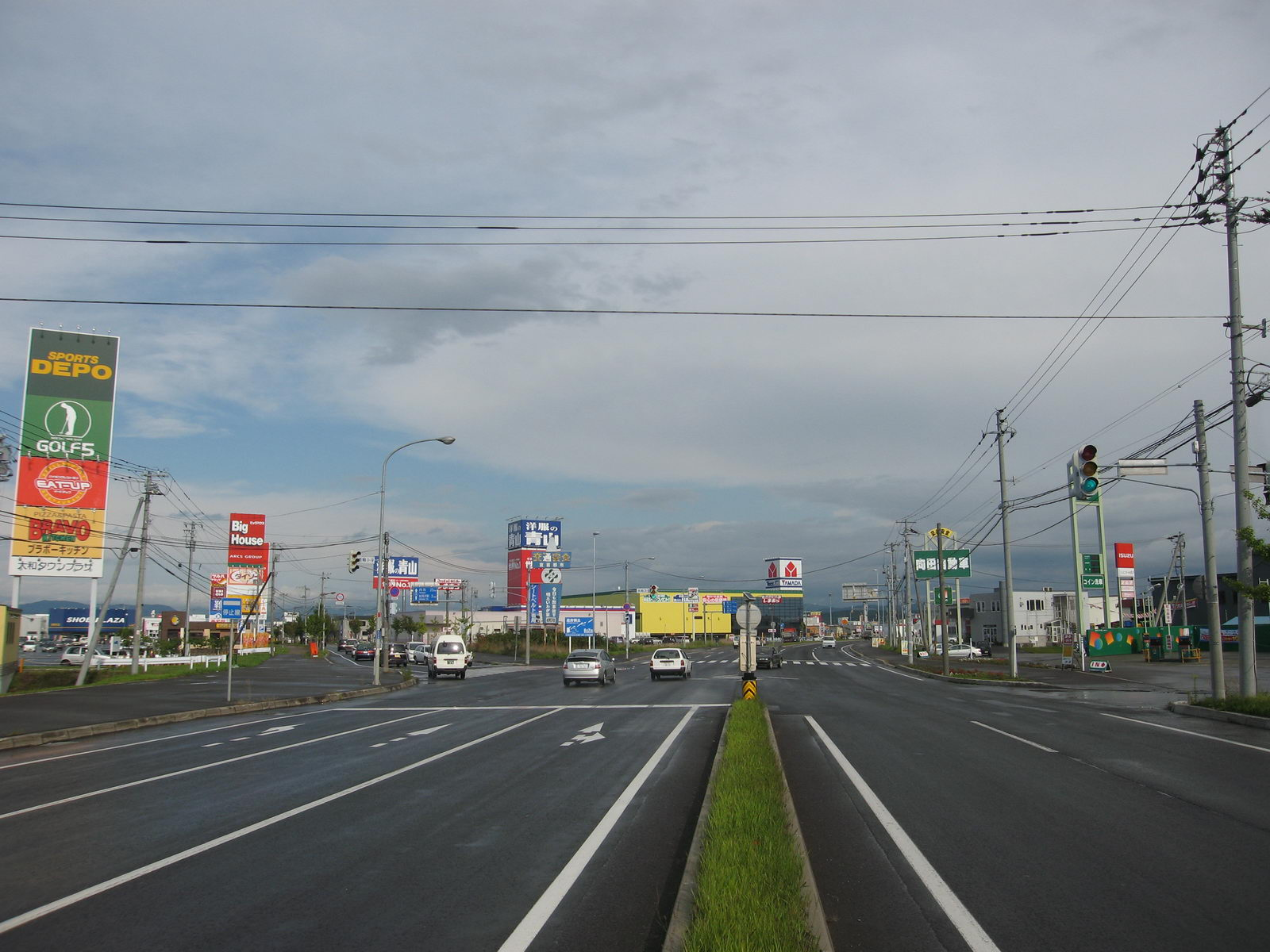
岩見沢バイパス起点（4条通交点）（2007年9月）

岩見沢バイパス（いわみざわバイパス）は、北海道岩見沢市にある国道12号のバイパス道路。岩見沢市幌向町から6条東14丁目に至る延長14.7 kmの4車線拡幅事業「岩見沢道路」の一区間として供用した。旧室蘭本線との交差箇所である大和跨線橋の平面化を計画している。

## 路線データ
- 起点 : 北海道岩見沢市大和2条東8丁目
- 終点 : 北海道岩見沢市6条東14丁目[1]
- 路線延長 : 5,940 m[3]
- 車線数 : 4車線

## 歴史
- 1970年度（昭和45年度）：事業化[1]。
- 1971年度（昭和46年度）：工事着手[1]。
- 1974年度（昭和49年度）：供用開始[4]。
- 1981年度（昭和56年度）：4車線供用開始[1]。

## 道路施設
- 大和跨線橋 (422.00 m)[5]
- 一心橋 (70.60 m、取付部：12.00 m)[5]
- 美園橋 (35.60 m)[5]

## 地理
バイパス道路完成後、平成に入ってから沿道にロードサイド店舗が立ち並び、中心市街地の衰退が顕著になった。
- 岩見沢大和タウンプラザ
- イオン岩見沢店
- サトウ食品北海道工場
- 南光園処理場
- 岩見沢北翔会病院
- 岩見沢市立総合病院
- 天理教夕張大教会
- 岩見沢市民会館・文化センター（まなみーる）
- 駒沢看護専門学校
- 岩見沢市医師会・岩見沢市医師会附属看護高等専修学校
- 岩見沢郵便局
- 北海道電力（ほくでん）岩見沢支店
- みなみ公園
- 岩見沢市温水プール
- 岩見沢警察署
- 岩見沢市立東光中学校
- 岩見沢公共職業安定所（ハローワーク岩見沢）
- 岩見沢地方合同庁舎

### 交差する道路
| 道路                             | 場所                                   | 備考                     |
| 札幌方面                         | 札幌方面                               | 札幌方面                 |
| -------------------------------- | -------------------------------------- | ------------------------ |
| 北海道道6号岩見沢月形線          | 岩見沢市大和1条9丁目                   | 〈4条通〉                |
| 北海道道1139号栗沢工業団地大和線 | 岩見沢市大和4条8丁目                   | 〈南16号通〉             |
| 国道234号                        | 岩見沢市並木町3-6・岩見沢市9条西10丁目 | 〈志文通〉・〈由仁国道〉 |
| 北海道道687号美唄達布岩見沢線    | 岩見沢市並木町3-6・岩見沢市9条西10丁目 | 〈西10丁目通〉           |
| 〈駅前通〉                       | 岩見沢市9条西5丁目                     |                          |
| 北海道道789号上志文四条東線      | 岩見沢市10条東1丁目                    | 〈中央通〉               |
| 〈7条通〉                        | 岩見沢市6条東14丁目・7条東14丁目       |                          |
| 北海道道960号宝水岩見沢線        | 岩見沢市6条東14丁目・7条東14丁目       |                          |
| 北海道道917号岩見沢桂沢線        | 岩見沢市5条東14丁目                    | 〈6条通〉                |
| 北海道道201号岩見沢停車場線      | 岩見沢市5条東15丁目                    | 〈4条通〉                |
| 旭川・滝川方面                   |                                        |                          |

## 参考資料
- “一般国道12号 岩見沢道路 事後評価結果準備書説明資料” (PDF).  北海道開発局. 2017年11月3日閲覧。
- 末次敬司 (1973). 岩見沢バイパス軟弱地盤処理工法とその追跡調査について (Report). 土木研究所寒地土木研究所. 2017年11月3日閲覧。